# Герб Онуфріївки
Герб Ону́фріївки — один з офіційних символів смт Онуфріївка, районного центру Кіровоградської області. Автор герба — Віталій Кривенко.

## Історія
Символіка Онуфріївки розроблялась Кіровоградським обласним відділенням Українського геральдичного товариства.
Герб селища рекомендований до затвердження рішенням № 47-а виконавчого комітету Онуфріївської селищної ради від 28 лютого 2002 року.

## Опис
| У синьому полі золота паркова брама та зелена база, в отворі брами срібний ключ головкою дороги, борідкою вправо. |
Щит обрамований декоративним картушем i увінчаний срібною міською короною з трьома вежками.

## Пояснення символіки
Основним елементом гербу селища є в'їзна брама Онуфріївського парку — пам'ятки садово-паркової архітектури першої половини XIX століття, заснованого графом М. Д. Толстим.
Ключ на гербі Онуфріївки взятий з родового гербу графів Толстих. Він є символом мудрості, знання та свободи вибору дій, а також вказує на самоврядування.
Головка ключа оформлена у вигляді трилисника — символу Святої Трійці. Основна суть Тріади — цілісність (початок-середина-кінець, народження-життя-смерть тощо), що означає впевненість у життєвому шляху попри всі перешкоди й розчарування, а також успішність у творчих починаннях.